# 1259

## Události
- 1. června – založení rodového a pohřebního cisterciáckého kláštera Rožmberků a pánů z Krumlova ve Vyšším Brodě.

## Narození
- 25. března – Andronikos II., byzantský císař († 13. února 1332)
- ? – Guido Cavalcanti, italský básník († srpen 1300)

## Úmrtí
Česko
- ? – Vítek z Hradce, olomoucký kastelán (* 1218)

Svět
- 10. května – Beatrix Savojská, hraběnka z Tarenta a pravděpodobně sicilská královna (* 1223)
- 29. května – Kryštof I., dánský král (* 1219)
- 11. srpna – Möngke, velký chán Mongolů, vnuk Čingischána (* 1208/1209)
- ? – Matthew Paris, anglický benediktinský mnich, kronikář, iluminátor a kartograf (* asi 1200)

## Hlava státu
- České království – Přemysl Otakar II.
- Svatá říše římská – Richard Cornwallský – Alfons X. Kastilský
- Papež – Alexandr IV.
- Anglické království – Jindřich III. Plantagenet
- Francouzské království – Ludvík IX.
- Polské knížectví – Boleslav V. Stydlivý
- Uherské království – Béla IV.
- Aragonské království – Jakub I. Dobyvatel
- Portugalské království – Alfons III.
- Latinské císařství – Balduin II.
- Nikájské císařství – Theodoros II. Laskaris – Jan IV. Dukas Laskaris a Michael VIII. Palaiologos (regent)